# Manuel Buendía Navarrete
Manuel Buendía Navarrete es un deportista español que compitió en esquí alpino adaptado. Ganó cinco medallas en los Juegos Paralímpicos de Invierno en los años 1992 y 1994.

## Palmarés internacional
| Juegos Paralímpicos | Juegos Paralímpicos   | Juegos Paralímpicos | Juegos Paralímpicos |
| Año                 | Lugar                 | Medalla             | Prueba              |
| ------------------- | --------------------- | ------------------- | ------------------- |
| 1992                | Albertville (Francia) | Medalla de plata    | Supergigante B2     |
| 1994                | Lillehammer (Noruega) | Medalla de plata    | Eslalon B1-2        |
| 1994                | Lillehammer (Noruega) | Medalla de plata    | Eslalon gigante B2  |
| 1994                | Lillehammer (Noruega) | Medalla de plata    | Supergigante B2     |
| 1994                | Lillehammer (Noruega) | Medalla de bronce   | Descenso B1-2       |